# Герент Томас
Герент Хауел Томас (енгл. Geraint Howell Thomas; Кардиф, 25. мај 1986) велшки је професионални бициклиста, који тренутно вози за британски UCI ворлд тур тим Инеос гренадирс, Велс и Уједињено Краљевство. Члан је реда британског краљевства (МБЕ). Освојио је једном Тур де Франс, док је по једном завршио на другом и трећем мјесту, а једном је завршио на другом мјесту на Ђиро д’Италији. По једном је освојио Критеријум ди Дофине, Париз—Ницу, Тур де Романди, Тур де Свис и Е3 Бинкбанк, као и првенство Уједињеног Краљевства у друмској и у вожњи на хронометар. Једном је освојио Тур оф Алпс, док је по двапут освојио Бајерн—Рундфарт и Волта ао Алгарве. Освојио је двије златне медаље на Олимпијским играма — 2008. и 2012. у дисциплини дохватна вожња екипно, док је освојио три златне и двије сребрне медаље на Свјетском првенству у дохватној вожњи екипно.
Професионалну каријеру почео је 2006. године, у тиму Ресајклинг, гдје је возио и друмске, као и трке на писти. На писти, специјалиста је у дисциплини екипна дохватно. Освојио је три пута Свјетско првенство на писти и двије златне медаље на Олимпијским играма, обје у дисциплини екипна дохватно, 2008 и 2012. Као јуниор, освојио је јуниорски Париз—Рубе 2004, након чега је остварио велике успјехе као професионалац. Побиједио је на друмској трци на националном првенству Велике Британије 2010, док је представљајући Велс освојио друмску трку на Играма Комонвелта 2014. Прву велику побједу остварио је 2015. године, када је освојио класик Е3 Харелбеке. Исте године, Томас се, радећи за Криса Фрума, борио за генерални пласман на Тур де Франсу, гдје је заузимао четврто мјесто до етапе 19, када је изгубио 22 минута и пао на 15 мјесто. Трансформацију у лидера на етапним тркама наставио је освајањем Париз—Нице 2016. године. Заједно са Микелом Ландом, био је лидер тима Скај на Ђиро д’Италији 2017, али је због пада на деветој етапи изгубио вријеме и касније се повукао са трке. На Тур де Франсу 2017, побиједио је на хронометру на првој етапи и тако постао први велшанин који је обукао жуту мајицу на Тур де Франсу; на деветој етапи, док је био на другом мјесту, пао је на спусту, због чега је морао да напусти Тур.
Године 2018. освојио је Критеријум ди Дофине, након чега је био лидер на Тур де Франсу, заједно са Крисом Фрумом, који је покушао да освоји и Ђиро и Тур у истој години. Томас је узео жуту мајицу на етапи 11, сачувао је све до краја и освојио Тур, поставши тако први Велшанин и трећи Британац који је освојио трку; такође, постао је први британски побједник Тур де Франса који је рођен у Британији, с обзиром на то да је Бредли Вигинс рођен у Белгији, а Крис Фрум у Кенији. Године 2019. завршио је Тур де Франс на другом мјесту, иза сувозача — Егана Бернала, који је постао први колумбијски побједник Тура.
Сезона 2020. била је прекинута од марта до августа због пандемије ковида 19. Због лоше форме, Томас је изостављен из тима за Тур 2020 и био је лидер тима Инеос на Ђиро д’Италији, али је због пада изгубио доста времена на трећој етапи, након чега је напустио Ђиро. Године 2021. освојио је Тур де Романди, што му је била прва освојена трка након Тур де Франса 2018. У наставку сезоне, био је лидер Инеоса на Туру, заједно са Ричардом Карапазом и Теом Гејган Хартом, али је због падова на почетним етапама изгубио доста времена и радио је за Карапаза до краја трке. Године 2022. освојио је Тур де Свис, након чега је био лидер тима на Тур де Франсу, заједно са Данијелом Мартинезом и Адамом Јејтсом. На четири етапе завршио је на четвртом мјесту и Тур је завршио на трећем мјесту у генералном пласману, иза Јонаса Вингегора и Тадеја Погачара, што му је био трећи Тур који је завршио на подијуму. Године 2023. био је лидер тима на Ђиро д’Италији, гдје је пред брдски хронометар на претпоследњој, етапи 20, био лидер са 26 секунди предности испред Приможа Роглича, али је хранометар завршио 40 секунди иза Роглича и завршио је Ђиро на другом мјесту у генералном пласману.

## Дјетињство и јуниорска каријера
Рођен је у Кардифу, гдје је похађао средњу школу Вајтчурч, исту школу коју су похађали и фудбалер Гарет Бејл и рагбиста Сем Ворбертон. У раном дјетињству бавио се различитим спортовима, највише пливањем, а затим је почео да се бави и бициклизмом; једно вријеме је тренирао оба спорта, након чега се опредијелио за бициклизам, којим је почео да се бави са 10 година, у клубу Менди Флејерс, гдје је возио заједно са Луком Роувом, будућим сувозачем у тиму Скај. Јуниорску каријеру је наставио у локалним клубовима: Сајклинг клуб Кардиф и Кардиф џаст ин фронт; први бицикл који је имао био је плави џајант.
Велике успјехе остварио је у конкуренцији до 14 и 16 година. На националном првенству 2003, завршио је трећи у дисциплини 1 km спринт, иза Марка Кевендиша и Метјуа Крамптона; трећи је завршио и у дисциплини скреч, иза побједника Бруса Едгара и Марка Кевендиша, док је друга мјеста освојио у дисциплинама дохватна индивидуално и на трци на поене. У јулу исте године, возио је национално првенство у друмској вожњи за јуниоре, гдје је завршио трећи, иза Мета Брамејера и Марка Кевендиша.
Први велики успјех остварио је на Европском првенству на писти 2004. године, када је освојио сребрну медаљу у трци на поене. Исте године освојио је и Париз—Рубе за јуниоре, 16 секунди испред Ијана Станарда. Исте године формирана је британска бициклистичка академија, налик на Харвард за талентоване бициклисте, којој се Томас придружио. У августу 2004, учествовао је на Свјетском првенству за јуниоре на писти, гдје је освојио златну медаљу у дисциплини скреч 10 km; Рус Павел Корж напао је први, што је пратило још пет возача, укључујући и Томаса, који је у спринту побиједио Чилеанца Луиса Мансиљу и освојио злато. Свјетско првенство почео је дан раније, у квалификацијама за дисциплину дохватна индивидуално, гдје је завршио девети, не успјевши да се квалификује, за секунду. Такмичио се у још двије дисциплине; трку на поене 24 km завршио је на 17. мјесту, док мадисон, у пару са Томасом Валтерсом, није завршио, јер је Валтерс пао и повриједио раме.
У фебруару 2005. доживио је тежак пад дан пред трку на писти у Аустралији. Возач испред њега налетио је на парче метала на путу, које је затим одлетјело у Томасов точак. Током пада, парче метала му је ушло у тијело и повриједило слезину. У болници је одбио да прими морфијум за болове говорећи да сјутра има трку, али након што су утврдили шта је у питању, примио је морфијум и слезина му је уклоњена; због повреде је одсуствовао шест недеља, тај догађај описао је као најтежи у каријери. На дан 25. маја 2005, Томас је на свој 19 рођендан, заједно са другим члановима академије, Марком Кевендишем и Едом Кленсијем, отишао да гледа финале Лиге шампиона 2005, између Ливерпула и Милана. Утакмица је ријешена након пенала, због чега су попили више него што су очекивали; тадашњи директор академије — Дејв Брелсфорд, сазнао је за то и казнио је Томаса тако што га је избацио из тима за трку Фајв Валејс у Велсу. Умјесто трке послати су да тренирају са Бредлијем Вигинсом и Стивом Камингсом, што је Томас описао као много гору казну, "шест сати на максимуму са двојицом професионалаца". У августу, возио је трку кроз Британију, коју је завршио на 42 мјесту. На националном првенству на писти за сениоре одржаном у октобру, побиједио је у двије дисциплине. У дисциплини дохватна екипно освојио је прво мјесто заједно са Марком Кевендишем, Едвардом Кленсијем и Стивом Камингсом, док је у дисциплини скреч побиједио испред Кевендиша и Бена Свифта.
Године 2006, возио је Тур де Лањави, који је завршио на 56 мјесту; Тур Британије завршио је на 40 мјесту. Прва друмска трка коју је освојио била је трка Флече ди Суд у Луксембургу, коју је освојио 13 секунди испред Волфрама Визеа, уз једну етапну побједу. Сезону на писти почео је у Аустралији, гдје је освојио два трећа мјеста, након чега је учествовао на Свјетском првенству у Бордоу. Такмичио се у дисциплини дохватна екипно, са Стивеном Камингсом, Робом Хајлсом и Полом Манингом. Након што су у квалификацијама заузели прво мјесто, у трци за златну медаљу поражени су од Аустралије за 0.36 стотинки. У јулу учествовао је на Европском првенству на писти за возаче до 23 године. У дисциплини дохватна екипно, заједно са Едвардом Кленсијем, Ијаном Станардом и Ендруом Тенантом, освојио је златну медаљу, три секунде испред Русије. У дисциплини скреч освојио је сребрну медаљу, завршивши иза Холанђанина Вима Стретинга.

## Професионална каријера

### 2007—2009.
Професионалну каријеру почео је 2007. године, у британском тиму Барлворлд. Сезону је почео у јануару, на Тур даун андер трци у Аустралији; најбољи резултат остварио је на четвртој етапи, коју је завршио на 14. мјесту; у генералном пласману завршио је на 47. мјесту. У фебруару, возио је трке на писти, на трци у Манчестеру, у дисциплини мадисон, завршио је други у пару са Робертом Хејлсом. На Свјетском првенству у дисциплини дохватна екипно, био је члан британског тима који је освојио злато; у тиму су били још Бредли Вигинс, Едвард Кленси и Пол Манинг. Сезону је наставио у Португалији, на Волта ао Алентехо трци, коју је завршио на 107. мјесту. Тур де Пикади трку завршио је на 23. мјесту, што му је био најбољи резултат у сезони. Тим Барлворлд је добио вајлд кард позивницу за Тур де Франс 2007, Томас је ушао у састав тима, поставши тако први Велшанин на Туру још од 1967. године, када је Колин Луис возио Тур. Навијачи Велса пружили су му велику подршку на првој етапи, док му је неколико њих пружало подршку и током цијеле трке. Први Тур у каријери завршио је на 140. мјесту, од 141 возача колико их је завршило. Након Тур де Франса, возио је Вуелта а Бургос трку, коју је завршио на 82. мјесту. Сезону на друму завршио је на домаћој трци, Тур оф Бритејн. Трка је стартовала хронометром, који је Томас завршио на седмом мјесту; спринт на другој етапи завршио је на петом мјесту, док је у генералном пласману завршио на 59. мјесту. Сезону је завршио на писти, гдје је у дисциплини дохватна екипно освојио прво мјесто у Пекингу, заједно са Стивом Камингсом, Едвардом Кленсијем и Полом Манингом. Номинован је за спортску личност године у Велсу, у избору часописа BBC; у јавном гласању, боксер Џо Калзаге је добио награду са 77% гласова, друго мјесто припало је голферки Беки Бреуертон, док је Томас освојио треће мјесто, испред Рајана Гигса.
Сезону 2008. почео је на писти. На такмичењу Свјетског купа, у Копенхагену, био је члан британског тима у дисциплини дохватна екипно, гдје је заједно са Стивеном Буркијем, Едвардом Кленсијем и Полом Манингом освојио прво мјесто. На Свјетском првенству у Манчестеру, у истој дисциплини, био је члан британског тима, заједно са Манингом, Кленсијем и Бредлијем Вигинсом. Освојили су златну медаљу, три секунде испред Данске, уз нови свјетски рекорд — 3:56.322. Сезону на друму почео је у априлу, на португалској трци Волта ао Алентехо, коју је завршио на 50. мјесту. У мају возио је Ђиро д’Италију по први пут. Ђиро је почео екипним хронометром, који је Томасов тим Барлворлд завршио на петом мјесту. У наставку трке губио је вријеме, а најбољи резултат остварио је на хронометру на последњој етапи, гдје је завршио на 12 мјесту. У генералном пласману завршио је на 118. мјесту, три сата и 23 минута иза побједника — Алберта Контадора. Након Ђира возио је Стер Електрер трку, коју је завршио на 118. мјесту у генералном пласману. У августу, ушао је у састав британског тима за Олимпијске игре 2008, у Пекингу, гдје је учествовао у дисциплини дохватна екипно. Томас је заједно са Вигинсом, Кленсијем и Манингом освојио златну медаљу, седам секунди испред Данске, поставивши нови свјетски рекорд — 3.53.314. У септембру, возио је Тур оф Бритејн трку, коју је завршио на 71. мјесту. Сезону је завршио на Свјетском првенству, гдје је возио друмску трку, али је није завршио.
Сезону 2009. почео је на писти, у јануару. Првенство Британије у мадисону, у пару са Луком Роувом, завршио је други, иза Марка Кристијана и Питера Кеноа. Сезону на друму почео је на класику у Италији — Коста дељи Етруки, који је завршио на 110. мјесту; након чега је возио Тур Медитерана, али га није завршио. У марту, возио је Тирено—Адријатико, који је морао да напусти због пада на петој етапи. Вратио се након мјесец дана, возио је Ђиро дел Трентино, који је завршио на 116. мјесту у генералном пласману, од 120 возача колико их је завршило трку. Најбољи резултат у сезони остварио је на италијанском класику Копа Берноки. На последњем успону, Томас је напао заједно са Стивом Камингсом, Луком Паолинијем и још четири возача; Томас је радио за сувозача — Камингса, и у спринту завршио је пети. У септембру возио је домаћу трку, Тур оф Бритејн. Све етапе биле су претежно равне, Томас је трећу завршио на десетом мјесту, седму на шестом и у генералном пласману завршио је на шестом мјесту. Сезону на друму завршио је на Свјетском првенству, гдје је возио друмску трку, али је није завршио; Кадел Еванс освојио је Свјетско првенство. Сезону је завршио на писти, гдје је освојио првенство Британије у дисциплини дохватна вожња индивидуално.

### 2010.
На крају 2009, Томас је прешао у новоформирани британски тим Скај, заједно са Крисом Фрумом и Бредлијем Вигинсом. Сезону је почео на Тур оф Катар трци, на којој је тим Скај побиједио на екипном хронометру на отварању. Након неколико етапних трка у којима није био конкурентан, возио је калдрмисане класике. Гент—Вевелгем није завршио; Ронде ван Фландерен завршио је на 33, док је Париз—Рубе завршио на 64. мјесту. На Критеријуму ди Дофине завршио је у првих 10 на прве четири етапе, захваљујући чему је био лидер класификације по поенима на три етапе (другој, четвртој и шестој). У класификацији по поенима на крају је завршио на петом мјесту, док је у генералном пласману завршио на 21. мјесту, 11 минута и 50 секунди иза побједника — Јанеза Брајковича.
На националном првенству Велике Британије, побиједио је сувозача из Скаја, Питера Кеноа и остварио прву професионалну побједу. У јулу, Томас је ушао у састав тима за Тур де Франс, то је било прво учешће тима Скај на трци у Француској, на којој је Бредли Вигинс био лидер тима. Тур је стартовао прологом, који је Томас завршио на петом мјесту, 23 секунде иза Фабијана Канчеларе. На трећој етапи вожене су секције по коцки, Рајдер Хеседал је напао и одвојио се од групе, након чега је Томас напао заједно са Канчеларом, Тором Хусховдом, Андијем Шлеком и Каделом Евансом; достигли су Хеседала и стигли су заједно на циљ. Хусховд је тријумфовао у спринту, док је Томас завршио други. Захваљујући добром резултату, Томас је дошао до другог мјеста у генералном пласману, док су вријеме изгубили Вигинс, Алберто Контадор и Ленс Армстронг. На првој брдској, седмој етапи, Томас је завршио пет минута иза побједника — Силвана Шаванела и пао је на 31. мјесто у генералном пласману. На осмој етапи изгубио је 28 минута и испао из борбе за генерални пласман, као и из борбе за најбољег младог возача: на етапи је такође Ленс Армстронг изгубио 12 минута, док су лидери тима Скај, Бредли Вигинс и Томас Лефквист завршили етапу два минута иза. Томас је Тур завршио на 67. мјесту, два сата иза побједника — Алберта Контадора; лидери тима Скај нису завршили у топ 10; Томас Лефквист завршио је 20 минута иза Контадора, док је Бредли Вигинс завршио 39 минута иза.
Првенство Британије у вожњи на хронометар одржано је у септембру, возачи тима Скај заузели су прва три мјеста. Томас је завршио трећи, минут и 40 секунди иза Бредлија Вигинса и 13 секунди иза Криса Фрума. Сезону је завршио на Тур оф Бритејн трци, коју је завршио на 12. мјесту у генералном пласману. Крајем септембра требало је да путује у Делхи, на Игре Комонвелта 2010, али се повукао, као и неколико других бициклиста, због забринутости за своје здравље. Денга грозница је била једна од ствари због које су бринули. Болест је била посебно ризик за Томаса, који је уклонио слезину 2005. године. Након одлуке да се повуче, изјавио је: „Ово је велико разочарење, могу да возим за Велс једном сваке четири године, али то је одлука коју сам морао да донесем.”

### 2011.
Сезону 2011. почео је на Тур даун Андер трци, коју је завршио на 68. мјесту у генералном пласману. На Париз—Ницу дошао је као помоћник Бредлија Вигинса, који је завршио трећи, док је Томас завршио на 83. мјесту. Прољећне класике почео је на Милано—Санрему, гдје није био конкурентан, након чега је остварио добре резултате. Класик Сарда завршио је шести. Класик Дварс дор Фландерен завршио је други. Томас и Ник Нојенс напали су из главне групе на 20 km до циља и достигли тројицу возача који су били већ испред; Фредерик Аморизон је био једини који се задржао са њима, али је и он отпао на километар до циља. Нојенс и Томас су направили 20 секунди предности, али у финишу је главна група смањила предност и дошли су на циљ секунду испред групе, Нојенс је одспринтао Томаса, који је тако остварио најбољи резултат на класицима. Ронде ван Фландерен завршио је на десетом мјесту, у групи која је на циљ дошла пет секунди иза Нојенса. У мају освојио је прву етапну трку, Бајерн—Рундфарт. Прве борбе вођене су на трећој етапи, након прве двије спринтерске етапе. Након достизања двојице возача који су били испред групе, други возачи су напали, што је пратио и Томас; дошли су на циљ испред групе и Томас је у спринту осморице завршио други, дошавши тако до другог мјеста у генералном пласману, седам секунди иза Микела Албасинија. Хронометар на четвртој етапи завршио је на петом мјесту, минут иза сувозача, Бредлија Вигинса и преузео је лидерску мајицу. Последња етапа била је спринтерска, није било промјена и Томас је освојио трку. Након Критеријума ди Дофине, гдје је био један од возача који су помогли Вигинсу да освоји трку, Томас је на националном првенству у друмској вожњи завршио други, иза Вигинса. Вигинс је напао на последњем успону и дошао до соло побједе, 20 секунди испред Томаса, који је одспринтао Питера Кеноа за друго мјесто.
Томас је ушао у састав тима за Тур де Франс 2011, на којем је Вигинс био лидер тима Скај и велики фаворит за освајање. Тур је стартовао спринтерском етапом, на којој је због пада много возача изгубило вријеме; Томас је завршио на шестом мјесту и узео бијелу мајицу за лидера класификације за најбољег младог возача. На другој етапи вожен је екипни хронометар, Скај је завршио трећи, четири секунде иза Гармина, Томас је тако пропустио прилику да узме жуту мајицу, али је задржао бијелу мајицу. Седма етапа била је лоша за Томаса и тим Скај; Бредли Вигинс је пао на 40 km до циља и повриједио раме. Томас и остали сувозачи су га чекали, али повреда је била тешка и морао је да напусти Тур. Томас је изгубио три минута и бијелу мајицу преузео је Роберт Хесинк. На етапи 12, дугој 212 km, добио је награду за најагресивнијег возача, након напада од другог километра етапе. На спусту са успона Ла Уркитје д’Ансизан, двапут је изгубио контролу над бициклом и пао је. Етапу је завршио на 36. мјесту, након што је достигнут од стране главне групе, 7 km прије почетка последњег успона; пао је на 25. мјесто у генералном пласману. Након етапе 16 потписао је нови трогодишњи уговор са тимом Скај. Тур је завршио на 31. мјесту у генералном пласману.
Након Тур де Франса возио је Енеко Тур, који је завршио на 57. мјесту. Тур оф Бритејн трку завршио је на 12. мјесту, уз освојену класификацију по поенима. Томас је био други до шесте етапе, када је пао и изгубио два минута. Сезону је завршио на Свјетском првенству у друмској вожњи, гдје је био дио тима Велике Британије који је помогао Марку Кевендишу да освоји првенство.

### 2012.
Фокус сезоне за Томаса биле су Олимпијске игре 2012. у Лондону, изјавио је да ће размотрити повлачење са такмичења на писти након Игара. Сезону 2012 почео је на Тур даун Андер трци у јануару; завршио је на 46. мјесту у генералном пласману. У марту, био је дио тима који је помогао Вигинсу да освоји Париз—Ницу. У априлу, Томас је био дио британског тима на Свјетском првенству на писти. На дан 4. априла, Томас је са Едом Кленсијем, Питером Кеноом и Стивеном Буркијем освојио злато у дисциплини дохватна вожња екипно, са новим свјетским рекордом — 3:53.295. То је било прво злато за британски тим од 2008. године. У пару са Беном Свифтом, освојио је сребрну медаљу у дисциплини мадисон. Након Свјетског првенства, вратио се друмским тркама. Побиједио је на прологу на Тур де Романди трци и узео лидерску мајицу. На другој етапи изгубио је седам минута и пао је у генералном пласману; на четвртој етапи напустио је трку.
У мају, возио је Ђиро д’Италију. Ђиро је почео хронометром, који је Томас завршио на другом мјесту, девет секунди иза Тејлора Финија. У наставку трке, био је лид аут Марку Кевендишу, помогавши му да оствари три етапне побједе. Хронометар на последњој етапи завршио је други, 39 секунди иза Марка Пинотија; Ђиро је завршио на 80. мјесту у генералном пласману, док су лидери тима — Ригоберто Уран и Серхио Енао завршили на седмом, односно деветом мјесту. Одлучио је да пропусти Тур де Франс, да би се што боље припремио за Олимпијске игре. Тур је освојио његов сувозач — Бредли Вигинс, који је постао први британски побједник Тура.
У августу био је дио британског тима на Олимпијским играма, гдје је возио у дисциплини дохватна вожња екипно; возио је заједно са возачима са којима је освојио Свјетско првенство у априлу — Едом Кленсијем, Стивеном Буркијем и Питером Кеноом. Британски тим је већ у првом кругу поставио нови свјетски рекорд — 3:52.499. У финалу возили су против Аустралије. Британци су поставили нови свјетски рекорд — 3:51.659, завршивши скоро три секунде испред Аустралије; Томас је тако освојио другу златну медаљу на Олимпијским играма.
Сезону је наставио на трци кроз Данску, коју је завршио на 108. мјесту. У септембру возио је класике у Канади, Гран при сајклисте де Квебек и Гран при сајклисте де Монтреал, али није ниједан завршио. На Свјетском друмском првенству возио је екипни хронометар, који је тим Скај завршио на деветом мјесту. Крајем септембра возио је Еурометропола Тур у Белгији, који је завршио на 115. мјесту у генералном пласману. У октобру возио је класике Париз—Бурж и Париз Тур, али их није завршио.

### 2013.
Сезону 2013 почео је на Сантос Тур даун Андер трци у Аделејду. На другој етапи напао је на успону Коркскру, на 10 km до циља; на спусту придружила су му се тројица возача, али их је Томас одспринтао и освојио етапу, захваљујући чему је преузео лидерску мајицу. Мајицу је задржао све до одлучујуће, пете етапе, када на успону Вилунга хил није имао снаге да испрати нападе и завршио је 28 секунди иза, због чега је пао на пето мјесто. У спринту на последњој, шестој етапи, група се раздвојила, Томас је завршио шести, четири секунде испред групе, захваљујући чему је трку завршио на трећем мјесту у генералном пласману, уз освојену спринт класификацију. Сезону је наставио на Тур оф Катар трци, која је била намијењена претежно за спринтере. Трку је освојио Марк Кевендиш, уз четири етапне побједе, док је Томас завршио на десетом мјесту.
Добио је улогу лидера тима на класицима; најбољи резултат било му је четврто мјесто на класицима Омлоп хет Невсблад и ЕЗ Харелбеке, док је на Милано—Санрему пао и није га завршио. Ронде ван Фландерен завршио је на 41. минуту, три минута иза побједника — Фабијана Канчеларе. Париз—Рубе завршио је на 79. мјесту, док Гент—Вевелгем није завршио. Сезону је наставио у Њемачкој, на Бајерн—Рундфарх трци. Хронометар на четвртој етапи завршио је на трећем мјесту, захваљујући чему је дошао до другог мјеста у генералном пласману. Последња етапа била је спринтерска и трку је завршио на другом мјесту, 23 секунде иза Адријана Малорија. Сезону је наставио на Критеријум ди Дофинеу, гдје је радио за Криса Фрума. Фрум је освојио Дофине, док је други возач Скаја — Ричи Порт завршио други; Томас је завршио на 15. мјесту.
Ушао је у састав тима за Тур де Франс, гдје је лидер био Крис Фрум умјесто Бредлија Вигинса. Већ на првој етапи, Томас је пао; стартовао је другу етапу, коју је завршио на 196. мјесту од 198 возача, 17 минута иза побједника — Јана Бакелантса. Након етапе отишао је поново у болницу, гдје је утврђено да је повриједио карлицу. Упркос повреди наставио је трку, помогао је Фруму да освоји први Тур, док је он завршио на 140. мјесту у генералном пласману.
Сезону је наставио у септембру, на класицима. Након што није завршио класик у западној Француској, класик Гран при сајклисте де Квебек у Канади завршио је на 97. мјесту. Гран при сајклисте де Монтреал није завршио, а сезону је завршио на Свјетском првенству. Са тимом Скај освојио је бронзану медаљу на екипном хронометру; Скај је завршио 22 секунде иза Омега Фарма лото тима и Орика ГринЕџ тима, који су завршили са мање од секунде разлике. Возио је и друмску трку, али је није завршио.

### 2014.
Сезону 2014 почео је на Сантос Тур даун Андер трци, гдје је радио за Ричија Порта; завршио је на осмом мјесту, док је Порт завршио на четвртом мјесту. Мјесец дана касније возио је Вуелта а Андалузију, гдје је пролог на отварању завршио на петом мјесту, 14 секунди иза Алехандра Валвердеа. Валверде је доминирао трком, освојио је уз три етапне побједе, док је Томас завршио на 11. мјесту, минут и по иза. У марту возио је Париз—Ницу; првобитно је на трку дошао као помоћник за Ричија Порта, али након што се Фрум повриједио, из тима су одлучили да га Порт замијени на Тирено—Адријатику, док је Томас био лидер на Париз—Ници. На четвртој етапи, Том Јелте Слагтер напао је при врху последљег успона, на 14 km до циља; Томас је кренуо за њим и достигао га на спусту. Слагтер и Томас су успјели да остану испред главне групе; Томас је први почео да спринта, али га је Слагтер обишао и побиједио. Томас је завршио други, пет секунди испред главне групе и захваљујући секундама бонификације преузео је лидерску мајицу, три секунде испред Џона Дегенколба. На шестој етапи, на успону Мур де Хуј, дугом 1,5 km, Томас није могао да реагује на напад Карлоса Бетанкура, који је освојио етапу. Томас је завршио четврти, три секунде иза, али захваљујући бонификацији од 10 секунди, Бетанкур је преузео лидерску мајицу, док је Томас пао на друго мјесто. На седмој етапи је пао и повриједио се, али је успио да заврши етапу, седам минута иза главне групе, због чега је испао из борбе за генерални пласман. Упркос томе што је завршио претходну, последњу, осму етапу, није стартовао.
Сезону је наставио на класицима. Милано—Санремо није завршио, након чега је завршио трећи на Е3 Харелбекеу. На Карнемелкбекстрату Петер Саган је напао, пратили су Ники Терпстра, Штајн Ванденберг и Томас; Саган је у тријумфовао у спринту, док је Томас завршио трећи, иза Терпстре. Предводио је тим на Ронде ван Фландерену, гдје је завршио осми, 37 секунди иза побједника — Фабијана Канчеларе. Након што је отпао на успону Тајенберг, успио је да заврши Париз—Рубе на седмом мјесту, 20 секунди иза Терпстре. У мају, возио је Бајерн—Рундфарх. На хронометру на четвртој етапи побиједио је и преузео је лидерску мајицу. Мајицу је сачувао до краја и освојио је трку, други пут у каријери. Критеријум ди Дофине завршио је на 46. мјесту; национално првенство у вожњи на хронометар завршио је на другом мјесту, минут и осам секунди иза Бредлија Вигинса, док је национално првенство у друмској вожњи завршио на осмом мјесту.
На Тур де Франс, Томас је дошао као један од помоћника за Криса Фрума, који је покушавао да освоји Тур другу годину заредом. На петој етапи, Фрум је напустио Тур након пада, након чега је Порт преузео улогу лидера. На етапи 13, Томас и Порт су изгубили осам минута; Порт је пао на 16, а Томас на 18 мјесто. Томас је Тур завршио као најбоље пласирани возач тима Скај, на 22. мјесту, 59 минута иза побједника — Винченца Нибалија, а два минута испред Порта, који је завршио на 23. мјесту.
Сезону је наставио на Играма Комонвелта у Глазгову, гдје је представљао Велс. У вожњи на хронометар освојио је бронзану медаљу, 14 секунди иза Алекса Даусета, док је сребрну медаљу освојио Роан Денис. На друмској трци, Томас је био у бијегу са Џеком Бауером и Скотом Твајтсом, након чега је напао на 11 km до циља; убрзо је стекао 40 секунди предности, а на 6 km до циља пукла му је гума на предњем точку. Међутим, након промјене точка убрзао је и освојио злато минут и 21 секунду испред Бауера.
На хронометру на трећој етапи Енеко Тура, Томас је завршио трећи, 10 секунди иза Тома Димулена, захваљујући чему је дошао до шестог мјеста у генералном пласману. На шестом мјесту је и завршио трку, 38 секунди иза Тима Веленса. На крају сезоне возио је класике у Канади; Гран при сајклисте де Квебек завршио је на 116. мјесту, док је Гран при сајклисте де Монтреал, одржан дан касније, завршио на 90. мјесту. Сезону је завршио на Свјетском првенству, гдје је возио екипни хронометар, који је тим Скај завршио на четвртом мјесту, двије секунде иза трећепласиране Омега Фарме. Друмску трку није завршио.
У децембру, у јавном гласању, добио је награду за спортисту године Велса; награду је освојио испред гимнастичарке Френки Џоунс и Манон Карпентер, возачице у брдском бициклизму. Трофеј му је уручио Сер Бредли Вигинс.

### 2015.
Сезону 2015 почео је на Сантос Тур даун Андер трци, коју је завршио на 32. мјесту у генералном пласману, након чега је Дубаи Тур, намијењен спринтерима, завршио на 38. мјесту. Крајем фебруара возио је Волта ао Алгарве трку у Португалији. На другој етапи, пратио је напад Рејна Тарамајеа на последњем успону, након чега је напао и одвојио се, на спусту је задржао предност и побиједио је са 19 секунди испред Тарамајеа и 23 секунде испред главне групе, захваљујући чему је преузео лидерску мајицу. Хронометар на трећој етапи завршио је на трећем мјесту, три секунде иза Тонија Мартина и тако повећао предност у генералном пласману, на 30 секунди испред Мартина, који је дошао до другог мјеста. На краљевској, четвртој етапи, завршио је четврти, девет секунди иза сувозача — Ричија Порта, шест секунди иза Михала Квјатковског, који је дошао до другог мјеста. Последња етапа била је равна и Томас је освојио трку 27 секунди испред Квјатковског.
Сезону је наставио у марту, на Париз—Ници. Трка је почела прологом, који је Томас завршио на десетом мјесту, 14 секунди иза Квјатковског. На краљевској, четвртој етапи, Томас је заједно са сувозачем, Ричијем Портом, напао на 2 km до циља; Порт је тријумфовао, а Томас завршио други, захваљујући чему је дошао до трећег мјеста у генералном пласману, три секунде иза Квјатковског. На шестој етапи, Тони Галопен је тријумфовао, док је Томас завршио у групи, минут иза; на спусту је пао, али је успио да достигне групу. Галопен је преузео лидерску мајицу, док је Томас пао на четврто мјесто, 38 секунди иза, али двије секунде иза Порта и једну иза Квјатковског. На последњој, седмој етапи вожен је хронометар, који је завршио на седмом мјесту, 39 секунди иза Порта и Париз—Ницу завршио је на петом мјесту, 41 секунду иза побједника — Ричија Порта. Недељу дана касније возио је Милано—Санремо. Нападао је неколико пута током трке, најзначајнији напад упутио је на спусту са успона Чипреса; соло је прешао и успон Пођо, али је након тога достигнут и завршио је на 31. мјесту, у главној групи. Пет дана касније возио је белгијски класик Е3 Харелбеке. На 41 km до циља, Томас је напао заједно са Петером Саганом и Здењеком Штибаром на једној од калдрмисаних секција — Кваремонту. На 4 km до циља, Томас је напао и дошао до соло побједе, 25 секунди испред Штибара, док је Сагана достигла главна група. Томас је тако постао први британски побједник трке. Сезону класика наставио је два дана касније, возио је Гент—Вевелгем. Трка је вожена по тешким временским условима; Томас је заједно са мањом групом возача напао на нешто више од 40 km до циља; пао је али је успио да достигне групу. На 5 km до циља, Лука Паолини је напао и нико није могао да га достигне; Томас је завршио трећи, 11 секунди иза Паолонија; у борби за друго мјесто одспринтао га је Ники Терпстра.
Сезону је наставио на Тур де Романди трци у мају, на којој је радио за Фрума и завршио је на 87. мјесту у генералном пласману. У јуну, возио је Тур де Свис трку. Трка је почела прологом, који је завршио на десетом мјесту, седам секунди иза Тома Димулена. На петој етапи, чији је циљ био на успону Ретенбах, са надморском висином 2.669 m, Томас је завршио пети, 43 секунди иза Тиба Пиноа и дошао до другог мјеста у генералном пласману, 47 секунди иза Пиноа. На наредне три етапе надокнадио је 13 секунди и пред последњу етапи заостајао је 34 секунде. На последњој, деветој етапи вожен је хронометар. Томас га је завршио на петом мјесту, 36 секунди иза Димулена, минут и 30 секунди испред Пиноа, али је изгубио 18 секунди од Симона Шпилака, који је освојио трку; Томас је тако завршио други, пет секунди иза.
У јулу, возио је Тур де Франс, где је био помоћник Крису Фруму. Тур је стартовао хронометром, који је завршио на 12. мјесту, 33 секунде иза Роана Дениса. На другој етапи главна група се подијелила, због јаког вјетра; Томас и Фрум су завршили минут и по испред других фаворита и Томас је дошао до петог мјеста у генералном пласману. На трећој етапи Хоаким Родригез и Фрум су одлучивали о побједи, док је Томас изгубио минут и 10 секунди. Циљ осме етапе био је на успону Мур де Бретањ; Томас је, након што је радио за Фрума, отпао на 2 km до циља и изгубио минут, због чега је пао на 15. мјесто у генералном пласману. На деветој етапи вожен је екипни хронометар, који је тим Скај завршио на другом мјесту, захваљујући чему је Томас на први дан одмора отишао са осмог мјеста. Десета етапа била је прва права брдска етапа. Тим Скај је контролисао трку, а Фрум је напао на 6,4 km до циља и тријумфовао; Томас је завршио шести, два минута иза и дошао је до петог мјеста у генералном пласману, јер су други возачи изгубили више времена. На етапи 14 изгубио је 30 секунди од Алберта Контадора и пао је на шесто мјесто. На етапи 16 је пао, након што је Ворен Барги изгубио контролу на спусту и покупио га; ипак, избјегао је озбиљнију повреду и завршио је етапу, изгубивши само 38 секунди. На етапи 17, другопласирани Тиџеј ван Гардерен због болести је морао да напусти Тур, док је Алберто Контадор због пада изгубио минут и по, захваљујући чему је Томас дошао до четвртог мјеста у генералном пласману, шест секунди испред Контадора. На етапи 19, Томас је отпао већ на успону Кол де ла Кроа де Фер, на преко 50 km до циља; завршио је етапу 22 минута иза групе и пао је на 15. мјесто у генералном пласману. На етапи 20 изгубио је још пет минута, док на последњој етапи није било временских разлика и завршио је Тур на 15. мјесту, 31 минут иза Фрума, који је освојио свој други Тур.
Након Тур де Франса возио је Вуелта а Еспању у августу, гдје је такође радио за Фрума. Вуелта је почела екипним хронометром, који је био неутрализован за генерални пласман, те га је тим Скај завршио на 20. мјесту од 22 тима. На другој етапи, Естебан Чавез је побиједио, док је Томас завршио скоро шест минута иза. У наставку трке губио је вријеме, а најбољи резултат остварио је на хронометру на етапи 17, завршио је на 12. мјесту, два и по минута иза Тома Димулена. Вуелту је завршио на 69. мјесту у генералном пласману, два и по сата иза побједника — Фабија Аруа, након чега је завршио сезону.

### 2016.
Сезону 2016 почео је на Сантос Тур даун Андер трци, коју је завршио на 39. мјесту, три минута иза Сајмона Геранса. У фебруару возио је Волта ао Алгарве трку у Португалији, коју је освојио претходне сезоне. Прве борбе вођене су на другој етапи, чији је циљ био на успону; Томас је завршио други, секунду иза Луиса Леона Санчеза и дошао је до другог мјеста у генералном пласману. На трећој етапи вожен је хронометар, који је завршио на трећем мјесту, 28 секунди иза Фабијана Канчеларе и 25 секунди иза Тонија Мартина, који је преузео лидерску мајицу, Томас је остао други, три секунде иза. На последњој, петој етапи, чији је циљ био на успону Алто де Малао, завршио је пети, 28 секунди иза Контадора и освојио је трку 19 секунди испред Јона Изагиреа.
У марту био је лидер тима Скај на Париз—Ници. Трка је почела прологом, који је завршио на седмом мјесту, седам секунди иза Мајкла Метјуза. Након неколико спринтерских етапа и отказане треће етапе због снијега, прве борбе за генерални пласман вођене су на петој етапи, на којој је вожено пет успона. Алексеј Луценко је тријумфовао, док је Томас завршио у групи и остао на шестом мјесту у генералном пласману. Шеста етапа била је прва чији је циљ био на успону. Рафал Мајка је напао на 5,5 km до циља, што су пратила четири возача; у последњем километру, Илнур Закарин, Контадор и Томас су се одвојили од осталих. Закарин је побиједио у спринту, док је Томас завршио други и преузео лидерску мајицу, 15 секунди испред Контадора. На последњој етапи, Контадор је напао на последњем успону, а Томас није могао да прати; завршио је пет секунди иза, док је Контадор узео шест секунди бонификације за друго мјесто и надокнадио укупно 11 секунди, што није било довољно и Томас је освојио Париз—Ницу, четири секунде испред Контадора, остваривши највећи успјех у дотадашњој каријери.
Сезону је наставио на Милано—Санрему, гдје није био конкурентан, након чега је возио Вуелта а Каталуњу. Након прве двије спринтерске етапе, циљ треће био је на брду. Томас је радио за Фрума и етапу је завршио на 12. мјесту, 18 секунди иза побједника — Данијела Мартина. Након што је изгубио 14 минута на четвртој етапи, повукао се са трке, истичући да се не осјећа најбоље и да му је потребан одмор пред Ронде ван Фландерен. Ронде је завршио на 12. мјесту, у групи која је на циљ стигла 49 секунди иза Сагана. У априлу возио је Тур де Романди. Трка је почела прологом, који је завршио на четвртом мјесту, седам секунди иза Јона Изагиреа. На другој етапи, чији је циљ био на успону, Наиро Кинтана и Илнур Закарин напали су на 5 km до циља; Томас је дистанциран и од друге групе и изгубио је скоро минут. На хронометру на трећој етапи изгубио је још минут и у генералном пласману заостајао је скоро два минута. На четвртој етапи дефинитивно је испао из борбе за генерални пласман; завршио је у великој групи која је на циљ дошла 27 минута иза Фрума и трку је завршио на 51. мјесту, 29 минута иза Кинтане. У мају 2016, објављено је да је потписао нови двогодишњи уговор са Скајем, до краја 2018. године, али је током јуна Томас изјавио да је ипак потписао једногодишњи уговор, са опцијом продужетка на још једну сезону. Сезону је наставио у јуну, на Тур де Свис трци. Трка је стартовала прологом, који је завршио на 14. мјесту, 12 секунди иза Канчеларе. Био је на осмом мјесту у генералном пласману све до последње, девете етапе. На етапи су вожена два брдска циља екстра категорије; Томас је завршио 11 минута иза и трку је завршио на 17. мјесту у генералном пласману, 12 минута иза Мигела Анхела Лопеза.
У јулу, ушао је у састав тима Скај за Тур де Франс, гдје је радио за Фрума. Након неколико спринтерских етапа, на којима је доминирао Марк Кевендиш са три побједе, прве борбе за генерални пласман одвијале су се на осмој етапи; Фрум је тријумфовао на етапи чији је циљ био на спусту, док је Томас завршио минут и по иза. Етапа 12 вожена је до Мон Вентуа. Фрум, Ричи Порт и Бауке Молема су оборени од стране мотористе на Вентуу, али су добили исто вријеме као побједник етапе, док је Томас завршио пет и по минута иза и пао је на 16. мјесто у генералном пласману. На етапи 13 вожен је хронометар, који је завршио на седмом мјесту, два минута иза Тома Димулена и напредовао на 15. мјесто у генералном пласману. На етапи 17, изгубио је осам минута, али је остао на 15. мјесту, 20 минута иза Фрума. На етапи 18 вожен је брдски хронометар, који је завршио на 23. мјесту, два минута иза Фрума, који је побиједио на етапи. На етапи 19, Фрум је пао на спусту прије последњег успона, Томас му је дао свој бицикл, док је он остао да чека тимски аутомобил. Аутомобил га је прошао, али је стао након неколико стотина метара и дали су Томасу други бицикл; етапу је завршио шест минута иза Фрума и групе, али је задржао позицију у генералном пласману. Тур је завршио на 15. мјесту, другу годину заредом, 28 минута иза Фрума, који је освојио свој трећи Тур.
Заједно са Фрумом, изабран је да вози на Олимпијским играма 2016; возио је и друмску трку и трку на хронометар. На друмској трци пао је на спусту са последњег успона, на око 10 km до циља, у тренутку када је био при врху групе, са могућношћу да се бори за медаљу. Наставио је трку и завршио је на 11. мјесту, два и по минута иза Грега ван Авермата, који је освојио златну медаљу. Након трке изјавио је да није гледао резултате нити преглед трке. За хронометар није био планиран да вози, али је позван на мање од 48 сати прије старта, због чега није имао довољно времена да се припреми; завршио је на деветом мјесту, два минута и 37 секунди иза Фабијана Канчеларе, који је освојио златну медаљу. Мјесец након Игара возио је класике у Канади, након чега је возио Енеко Тур, који је завршио на 32. мјесту у генералном пласману, три минута иза Никија Терпстре. Сезону је завршио на Свјетском првенству, гдје је са тимом Скај освојио четврто мјесто на екипном хронометру, 54 секунде иза Етикс Квик—Степа. Возио је и друмску трку, гдје је радио за Кевендиша, који је освојио сребрну медаљу, док Томас није завршио трку.

### 2017.
Почетком јануара, тим Скај је објавио да ће Томас и Микел Ланда бити лидери тима на Ђиро д’Италији; то је био први пут да је Томас добио улогу лидера на некој гранд тур трци. Сезону 2017 почео је на Сантос Тур даун Андер трци, коју је завршио на 49. мјесту у генералном пласману, шест и по минута иза Ричија Порта. У марту, возио је Тирено—Адријатико. Трка је почела екипним хронометром, на коме је Ђани Москон пао, када му се предњи точак искривио при великој брзини; ипак, успио је да настави трку. Након етапе, Томас је изјавио да су још двојица возача из тима имали незгоду са точковима; етапу су завршили минут и 41 секунду иза БМЦ-а. На другој етапи, на 5,5 km до циља, Томас и Боб Јунгелс су напали на дионици са 16 процената нагиба, што су пратили Тим Веленс, Тиџеј ван Гардерен и Дамијано Карузо. Након што је Томас поново напао, Наиро Кинтана је кренуо за њим из друге групе, али је Томас био недостижан и побиједио је девет секунди испред Тома Димулена. На четвртој етапи, Кинтана је напао на 5 km до циља, пратили су Адам Јејтс и Томас; Кинтана је напао поново на 2 km до циља, што нико није могао да прати. Томас је завршио други, 18 секунди иза и дошао је до осмог мјеста у генералном пласману. Хронометар на последњој етапи завршио је на осмом мјесту, 16 секунди иза Роана Дениса и трку је завршио на петом мјесту у генералном пласману, 58 секунди иза Кинтане. Крајем марта возио је Вуелта а Каталуњу. Тим Скај је екипни хронометар на другој етапи завршио на другом мјесту, 44 секунде иза БМЦ-а; док је добром вожњом на првој брдској, трећој етапи, дошао до трећег мјеста у генералном пласману. На шестој етапи, тимови Мовистар и Трек радили су на челу и група се раздвојила; ниједан возач тима Скај није био у водећој групи од око 50 возача. У почетку су одржавали заостатак од минут, али он је растао, док нису одустали од потјере и завршили су етапу 26 минута иза прве групе. Трку је завршио на 34. мјесту у генералном пласману, 32 минута иза Алехандра Валвердеа.
У априлу возио је Тур оф Алпс трку (која се раније звала Ђиро дел Трентино). На првој етапи био је дио шесточланог бијега који је на циљ стигао испред групе; упркос више покушаја да дође до соло побједе, није успио и у спринту је Микеле Скарпони тријумфовао, док је Томас завршио други. То је била прва побједа Скарпонија од 2013. године и прва побједа на ворлд тур трци од 2011. На трећој етапи, Микел Ланда и Доменико Поцовиво су напали на 5 km до циља, Томас их је достигао у последњем километру, након чега је напао, што је пратио Ланда; Томас је побиједио и преузео лидерску мајицу, 16 секунди испред Поцовива. Мајицу је сачувао до краја и освојио је трку, седам секунди испред Тиба Пиноа; Томас је тако постао први британски побједник трке. Микеле Скарпони, који је трку завршио на четвртом мјесту, убијен је дан након завршетка трке, када га је камион ударио на тренингу. У мају, возио је Ђиро д’Италију, гдје је заједно са Ландом био лидер тима Скај. Након три спринтерске етапе, четврта је вожена до Мон Етне; Илнур Закарин једини је возач за генерални пласман који је завршио испред групе, док је Томас завршио етапу на трећем мјесту. Прве борбе за генерални пласман вођене су на деветој етапи, чији је циљ био на успону прве категорије — Блокаусту. Како се група приближавала последњем успону, на 20 km до циља, Вилко Келдерман је ударио у полицијски мотор, који је био паркиран са десне стране улице. Након Келдермана пали су и Адам Јејтс, као и Скајев дуо — Микел Ланда и Томас. Ланда је одмах устао и наставио трку, али је убрзо осјетио бол и на крају је изгубио 27 минута; сувозачи су се вратили до Томаса, који је на крају етапу завршио пет минута иза Кинтане и пао је на 17. мјесто у генералном пласману. На десетој етапи, након дана одмора, вожен је 39,8 km дуг хронометар, који је Томас завршио на другом мјесту, 49 секунди иза Димулена и напредовао је на 11. мјесто у генералном пласману. Ипак, на етапама 11 и 12 изгубио је укупно два минута и повукао се са Ђира, није стартовао етапу 13.
У јулу ушао је у састав тима Скај за Тур де Франс, гдје је радио за Фрума, који је покушао да освоји четврти Тур. Прва етапа био је хронометар дуг 14 km, на којем је Томас тријумфовао и постао први Велшанин који је обукао жуту мајицу на Туру. На петој етапи, Фрум је напао на 2 km до циља, што није могао Томас да прати, завршио је 20 секунди иза Фрума, односно 40 иза Фабија Аруа, који је побиједио на етапи; Фрум је преузео жуту мајицу, док је Томас пао на друго мјесто, 12 секунди иза. Борбе за генерални пласман настављене су на деветој етапи. На 100 km до циља, Томас је на спусту са Кол де ла Бишеа пао, због чега је морао да напусти Тур.
Сезону је наставио у септембру, на Тур оф Бритејн трци. Прве четири етапе биле су спринтерске, док је на петој вожен хронометар, који је Томас завршио на осмом мјесту, 17 секунди иза Ларса Бума. Преостале три етапе биле су такође спринтерске и трку је завршио на осмом мјесту у генералном пласману, 24 секунде иза Ларса Бума. Сезону је завршио на Свјетском првенству, гдје је возио само екипни хронометар, на којем је тим Скај освојио бронзану медаљу, 22 секунде иза тима Санвеб.

### 2018.
Сезону 2018 почео је у фебруару, на Волта ао Алгарве трци. Циљ друге етапе био је на 15 km дугом успону, на којем је тим Скај контролисао трку, а на 3 km до циља напали су и Томас и други возачи. Михал Квјатковски је тријумфовао, док је Томас завршио трећи у спринту групе и преузео лидерску мајицу. На трећој етапи вожен је 20,3 km дуг хронометар, на којем је Томас побиједио и повећао предност на 22 секунде. На последњој, петој етапи, група од 31 возача, укључујући и његовог сувозача — Квјатковског, отишла је у бијег на почетку етапе и стигла на циљ прије групе. Квјатковски је тријумфовао минут и 50 секунди испред Томаса и освојио је трку минут и 31 секунду испред Томаса, који је завршио други. У марту возио је Тирено—Адријатико. Трка је почела екипним хронометром, који је тим Скај завршио на трећем мјесту, девет секунди иза БМЦ-а. На трећој етапи вожена су брда; Скај је контролисао трку, али напад Приможа Роглича нису могли да испрате; Томас је завршио четврти, седам секунди иза Роглича и преузео је лидерску мајицу. На четвртој етапи, на 1,5 km до циља на успону Сарнано—Сасотето, имао је проблем са ланцем и морао је да промијени бицикл, због чега је изгубио 40 секунди и пао на пето мјесто у генералном пласману, 28 секунди иза Дамијана Каруза. Хронометар на последњој етапи завршио је на 13. мјесту, 22 секунде иза Роана Дениса и трку је завршио на трећем мјесту, 32 секунде иза сувозача — Михала Квјатковског. У априлу возио је Париз—Рубе, који је морао да напусти због пада на првој секцији калдрме, на 160 km до циља; након пада је наставио трку, али недуго касније је одлучио да је напусти. Од класика возио је још арденски класик, Лијеж—Бастоњ—Лијеж, који је завршио на 56. мјесту, три и по минута иза Боба Јунгелса.
Сезону је наставио на Тур де Романди трци. Трка је стартовала прологом, који је Томас завршио на шестом мјесту, пет секунди иза Мајкла Метјуза. Хронометар на трећој етапи завршио је на 27. мјесту, два и по минута иза сувозача, Егана Бернала и пао је на 19. мјесто у генералном пласману. На краљевској, четвртој етапи изгубио је пет и по минута, док је Бернал остао на другом мјесту. На последњој етапи није било промјена и трку је завршио на 33. мјесту у генералном пласману. У јуну, био је лидер тима Скај на Критеријуму ди Дофине, у одсуству Фрума, који је освојио Ђиро д’Италију недељу раније. Дофине је стартовао прологом, на којем је Томас пао и завршио га је на 43. мјесту, 21 секунду иза Квјатковског. На трећој етапи вожен је екипни хронометар, на којем је тим Скај побиједио и Томас је дошао до четвртог мјеста у генералном пласману, док су на прве три позиције такође били возачи из Скаја. На првој брдској, четвртој етапи, Данијел Мартин је напао на последњем километру, пратили су Жилијен Алафилип, Ромен Барде и Томас; Алафилип је тријумфовао, док је Томас завршио трећи и дошао је до трећег мјеста у генералном пласману, шест секунди иза сувозача, Ђанија Москона. На петој етапи Данијел Мартин је напао на 3 km до циља, Томас је касно реаговао и није успио да га стигне, завршио је други, четири секунде иза и преузео је лидерску мајицу, минут и 10 секунди испред Дамијана Каруза. На шестој етапи, Пељо Билбао је отишао у бијег заједно са још 26 возача, опстао је до краја и побиједио на етапи. У групи фаворита, Данијел Мартин је напао први и пратила су четири возача; Томас је напао на последњем километру, нико није могао да прати и завршио је други, 21 секунду иза Билбаа, повећавши предност у генералном пласману на минут и по испред Адама Јејтса, који је дошао до другог мјеста. На последњој етапи, Барде је нападао више пута, Томас је имао двапут механичких проблема, али се задржао уз остале фаворите, све до последњег километра, када је Адам Јејтс напао и тријумфовао на етапи, док је Томас завршио 20 секунди иза и освојио је Дофине минут испред Јејтса.
У јулу, био је лидер тима Скај на Тур де Франсу 2018, заједно са Крисом Фрумом, који је освојио Ђиро д’Италију и покушао је да оствари Ђиро—Тур дабл. Томас је изјавио да се осјећа боље него што се икад раније осјећао пред Тур де Франс и да ће се лидерска позиција у тиму одлучити у Алпима. На првој етапи, Фрум је пао и завршио 51 секунду иза главне групе, у којој је завршио Томас; осим Фрума, вријеме су изгубили Адам Јејтс, Ричи Порт и Наиро Кинтана. На трећој етапи вожен је екипни хронометар, који је тим Скај завршио на другом мјесту, четири секунде иза БМЦ-а и Томас је дошао до трећег мјеста у генералном пласману. Циљ шесте етапе био је на успону Мур де Бретањ. Данијел Мартин је напао на последњем километру и тријумфовао; Томас је завршио у групи која је стигла на циљ три секунде након Мартина, док је Фрум завршио додатних пет секунди иза. На деветој етапи вожене су секције калдрме које се возе на Париз—Рубеу; многи возачи су имали механичких проблема, док је Ричи Порт напустио Тур због пада. Томас је завршио у главној групи, која је на циљ дошла 27 секунди иза водеће тројке и дошао је до другог мјеста у генералном пласману. Након девете етапе слиједио је дан одмора, на коме су почеле спекулације око лидерске позиције у тиму. Томас је одговарао дипломатски, истичући да још није вожен ниједан прави успон и да ће након Алп д’Иза ситуација бити јаснија. Прва велика брдска етапа била је етапа 11, чији је циљ био на успону Ла Розјер. Томас је напао из групе фаворита на 6 km до циља, али је Том Димулен предводио групу и достигао га. Поново је напао на последњем километру, дистанцирао Димулена, а затим достигао и Микела Ниевеа, који је био у бијегу већи дио етапе; побиједио је на етапи 20 секунди испред Димулена и Фрума и преузео је жуту мајицу. На етапи 12 вожено је неколико успона, док је циљ био на Алп д’Иезу, дугом 13,8 km. Стивен Кројсвајк је напао из групе фаворита на 85 km до циља, створио је велику предност, што је тим Скај успио да достигне у финишу. На почетку успона, нападали су Винченцо Нибали, Наиро Кинтана и Микел Ланда, али их је Еген Бернал на темпо достизао. Након што су достигли Кројсвајка на 4 km до циља, Димулен је напао, пратили су Томас, Фрум, Барде и Ланда и стигли су заједно до последњег километра; Томас је напао на 300 m до циља и тријумфовао двије секунде испред Димулена, повећавши предност у генералном пласману на минут и 39 секунди испред Фрума. Томас је тако постао први возач који је у жутој мајици тријумфовао на Алп д’Изу, као и први британски побједник на том успону. Након етапе изјавио је да не вјерује да може да освоји Тур и да је Фрум лидер тима. Након што на првој етапи у Пиринејима није било напада, борбе су вођене на етапи 17, која је била дуга само 65 km; толико кратка етапа на Туру није вожена од 1988. године. Наиро Кинтана, који је био доста далеко у генералном пласману, напао је заједно са Данијелом Мартином на последњем успону, Кол ди Портеу; успио је да дистанцира све и да побиједи на етапи. У групи фаворита, Димулен и Примож Роглич су више пута нападали, али је Томас пратио сваки напад, у финишу је сам напао и завршио пет секунди испред, док је Фрум завршио 48 секунди иза. Томас је повећао предност у генералном пласману на минут и 59 секунди испред Димулена, док је Фрум пао на треће мјесто, два и по минута иза. На последњој брдској, етапи 19, Роглич је напао на последњем успону, Кол де Обиску, што је Томас пратио. На спусту је Роглич успио да се одвоји и да тријумфује 20 секунди испред Томаса, који је узео шест секунди бонификације за друго мјесто и повећао предност испред Димулена на два минута и пет секунди. На етапи 20 вожен је 31 km дуг хронометар. Томас је на прва два пролазна циља имао боље вријеме од Димулена, док је у финишу попустио и завршио етапу на трећем мјесту, 14 секунди иза Димулена. На последњој етапи није било промјена и Томас је освојио Тур минут и 51 секунду испред Димулена, док је Фрум завршио трећи, два и по минута иза. Томас је тако постао трећи Британац и први Велшанин који је освојио Тур; такође, први је британски побједник Тура који је рођен у Британији.
Након освајања Тура, у Кардифу су га дочекале хиљаде људи, а Томас је у шали изјавио да се плашио да ће доћи само његова жена и пас. Сезону је наставио на критеријумима у Њемачкој и Холандији, тријумфовао је на оба. На Спракасен Ђиро Бохум критеријуму побиједио је испред Рика Цабела; док је на Профронде ван Сурхистервену побиједио испред Тома Димулена. Почетком септембра возио је Тур оф Бритејн трку, коју је завршио на 36 мјесту, девет минута иза побједника — Жилијена Алафилипа. Након трке, Томас је одбацио могућност да вози Свјетско првенство и завршио је сезону. Јутро прије последње етапе Тур оф Бритејн трке, продужио је уговор са тимом Скај на још три године, до 2021. године. Томасу је украден трофеј са Тур де Франса током бициклистичког шоуа у Бирмингему, на којем је тим Скај изложио Фрумове трофеје са Тура, Ђира и Вуелте и Томасов трофеј са Тура. Реплика трофеја, коју је израдила Амори спортска организација, додијељена му је током церемоније проглашавања спортисте године Уједињеног Краљевства, под називом Би-Би-Си спортиста године; Томас је освојио награду испред Луиса Хамилтона и Харија Кејна. Почетком децембра освојио је по други пут награду за спортисту године у Велсу, након што је у гласању побиједио 2014. године. Награду је освојио испред снукераша Марка Вилијамса и такмичарке у скелетону, Лауре Диз. На дан 12. децембра 2018. године, компанија Скај је објавила да се повлачи из бициклизма на крају 2019. године, остављајући тим без главног спонзора.

### 2019
Након славља због освајања Тура 2018, пред старт 2019. имао је проблема са прекомјерном тежином. Сезону 2019. почео је у фебруару, на Вуелта а ла Комунидад Валенсијана трци, гдје је хронометар на првој етапи завршио на 13 мјесту, 20 секунди иза Босон Хагена. У наставку трке губио је вријеме и завршио је на 44 мјесту у генералном пласману, четири и по минута иза Јона Изагиреа. У марту, возио је Страде Бјанке. На око 50 km до циља, био је у другој групи, морао је да промијени точак, након чега је завршио на 12 мјесту, скоро три минута иза Алафилипа. Сезону је наставио на Тирено—Адријатику, али је морао да напусти трку током четврте етапе због стомачних проблема. У априлу, возио је Вуелта ал Паис Баско, гдје је хронометар на првој етапи завршио на деветом мјесту, 30 секунди иза Максимилијана Шахмана. На трећој етапи изгубио је преко пет минута и трку је завршио на 40 мјесту у генералном пласману, 35 минута иза Јона Изагиреа.
Сезону је наставио на Тур де Романди трци, гдје је пролог завршио на петом мјесту, четири секунде иза Јана Тратника. На трећој етапи, фаворити за освајање трке борили су се за етапну побједу, Томас се скоро сударио са Мајклом Вудсом и завршио је три секунде иза. На четвртој етапи, на 3 km до циља, Роглич је напао, остали су пратили; Роглич и Томас су напали на 2 km до циља, али су достигнути; Роглич је побиједио у спринту, док је Томас завршио на трећем мјесту и дошао је до четвртог мјеста у генералном пласману, 26 секунди иза Роглича. Хронометар на последњој етапи завршио је на десетом мјесту, 46 секунди иза Роглича и трку је завршио на трећем мјесту у генералном пласману, минут и 12 секунди иза Роглича, који је освојио трку. У јуну, возио је Тур де Свис, гдје је био лидер заједно са Еганом Берналом, док је Фрум био лидер на Критеријуму ди Дофине. Током Тур де Свиса, тим Скај је постао тим Инеос, након повлачења Скаја као спонзора. Хронометар на првој етапи завршио је на 13 мјесту, 17 секунди иза Роана Дениса. На четвртој етапи, на 30 km до циља, пао је и морао је да напусти трку.
Због повреде на Тур де Свису и времена које је било потребно за опоравак, доведене су у питање његове перформансе, али је остао један од главних фаворита за освајање Тур де Франса. Након повреде Фрума на Критеријуму ди Дофине, због које је морао да пропусти Тур, Бернал и Томас су именовани за удружене лидере тима Инеос, али су неки медији пренијели да очекују борбу унутар тима између њих двојице. Бернал је требало да буде лидер на Ђиро д’Италији, али је сломио кључну кост, због чега је морао да пропусти Ђиро. Тур је стартовао спринтерском етапом у Бриселу. На другој етапи, вожен је екипни хронометар, који је Инеос завршио на другом мјесту, 20 секунди иза Јумбо—визме и Томас је дошао до осмог мјеста у генералном пласману, 30 секунди иза Мика Теунисена. На трећој етапи, Жилијен Алафилип је напао на 15 km до циља и побиједио, док је Томас завршио 31 секунду иза, а пет секунди иза групе у којој је био Бернал; након треће етапе, заостајао је 45 секунди иза Алафилипа у генералном пласману. На шестој етапи, само је Квјатковски остао уз лидере Инеоса на последњем успону, а након напада Ланде, отпао је и он. Томас је напао и завршио је на четвртом мјесту, двије секунде испред Алафилипа, а девет секунди испред Бернала. На осмој етапи, Алафилип и Тибо Пино су напали на 300 метара до врха брдског циља, а затим радили заједно и завршили 20 секунди испред групе; Томас је завршио на десетом мјесту и дошао је до петог мјеста у генералном пласману, минут и 12 секунди иза Алафилипа. На равној, десетој етапи, усљед јаког вјетра, група се раздвојила и многи возачи су изгубили вријеме, захваљујући чему је Томас дошао до другог мјеста у генералном пласману, иза Алафилипа, а испред Бернала. На првој етапи у Пиринејима није било борби за генерални пласман, након чега је хонометар на етапи 13 завршио на другом мјесту, 14 секунди иза Алафилипа и заостајао је минут и 26 секунди иза Алафилипа у генералном пласману, док је био минут и по испред Бернала. На етапи 14, воженој до успона Кол ди Турмале, на челу групе су радили Давид Году за Пиноа, као и Лауренс де Плус и Џорџ Бенет за Кројсвајка и возачи су отпадали од групе, а у последњем километру отпао је и Томас. Пино је напао на 500 метара до циља и побиједио, док је Томас завршио 36 секунди иза; остао је на другом мјесту у генералном пласману, два минута и двије секунде иза Алафилипа. На етапи 15, Пино је напао на 6 km до циља, пратили су само Бернал, Емануел Букман и Алафилип. Пино је наставио са нападима, а први је отпао Алафилип, затим и Букман и Бернал, који су до циља радили заједно. Томас је престигао Алафилипа и завршио је 50 секунди иза Пиноа, 31 секунду иза Бернала, а 27 секунди испред Алафилипа и заостајао је минут и 35 секунди иза Алафилипа у генералном пласману. На етапи 18, Бернал је напао на 3 km до врха успона Кол де Галибије; брзо је направио велику ипредност, али је пред врх успона Томас напао групу и преданост Бернала је опала. Томас и Алафилип су завршили у истој групи, 32 секунде иза Бернала, због чега је Томас пао на треће мјесто у генералном пласману, пет секунди иза Бернала, који је дошао до другог мјеста. На етапи 19, на 6 km до врха претпоследњег успона — Кол де л’Изерана, Томас је напао, а Алафилип се мучио. Километар касније, Бернал је напао и дистанцирао све, стекавши преко два минута предности испред Алафилипа до врха Изерана, а минут испред Томаса. Алафилип је на спусту смањио заостатак, али је јављено да се етапа прекида због снијежне лавине, због које није могуће ићи до циља у Тижну. Није проглашен побједник етапе, а времена су узета са пролаза преко Изерана, захваљујући чему је Бернал узео жуту мајицу први пут у каријери, 48 секунди испред Алафилипа, док је Томас пао на треће мјесто, минут и 16 секунди иза Бернала. Из истог разлога, етапа 20 је скраћена на само 59 километара. На етапи 20, нападали су Кројсвајк и Букман, али су их Бернал и Томас пратили и прешли су кроз циљ заједно, 17 секунди иза Нибалија, док је Алафилип изгубио још три минута и пао на пето мјесто, захваљујући чему је Томас дошао до другог мјеста. Последња етапа је била спринтерска, није било промјена и Томас је завршио на другом мјесту у генералном пласману, минут и 11 секунди иза Бернала,. који је постао први колумбијски побједник Тура.
Једину побједу у сезони остварио је на Критеријуму Хановер, који је био дуг 48 km, а вожен је дан пред почетак Дојчланд Тура; побиједио је испред Нилса Полита и Андреа Грајпела. Сезону је наставио крајем августа, на Дојчланд Туру, који је завршио на 65 мјесту у генералном пласману, 22 минута иза Јаспера Стојвена. У септембру је возио класике у Канади; Гран при сајклисте де Квебек је завршио на 97 мјесту, док Гран при сајклисте де Монтреал није завршио. Сезону је завршио на Свјетском првенству, гдје је возио друмску трку, али је није завршио.

### 2020
Сезону 2020. почео је на Волта ао Алгарве трци, коју је освајао двапут. На другој етапи, отпао је од групе на 3 km до циља и завршио је минут иза Ремка Евенепола. На четвртој етапи, поново је отпао од групе и завршио је скоро два и по минута иза Мигела Анхела Лопеза, који је побиједио четири секунде испред Евенепола. Хронометар на последњој, петој етапи, завршио је на 12 мјесту, 53 секунде иза Евенепола и трку је завршио на 21 мјесту у генералном пласману, четири минута иза Евенепола.
Крајем фебруара, након пете етапе на УАЕ Туру, неколико возача је било позитивно на пандемије ковида 19, због чега је трка прекинута, а након Париз—Нице, која је прекинута прије последње етапе, 14. марта, прекинута је читава сезона у бициклизму, а трке су или одложене или отказане. UCI је објавио нови календар за сезону 2020, по којем је старт Тура помјерен за 29. август, док су Ђиро д’Италија и Вуелта а Еспања помјерене за октобар. Сезона је настављена 1. августа, а планирано је да Томас, Фрум и Бернал буду удружени лидери на Тур де Франсу, због чега су возили заједно припремне трке. Сезону су наставили на Тур де л’Ен трци; Томас је био у лошој форми и завршио је на 34 мјесту у генералном пласману, 21 минут иза Роглича. Сезону је наставио на Критеријуму ди Дофине, гдје такође није био у форми и завршио је на 37 мјесту у генералном пласману, 53 минута иза Данијела Мартинеза.
Због лоше форме, Фрум и Томас су изостављени из тима Инеос за Тур, док је Бернал изабран за лидера, због чега је Томас промијенио фокус на Ђиро. У септембру возио је Тирено—Адријатико. На трећој етапи, Вудс је напао на врху последњег успона; Александар Власов, Фуглсанг и Томас су покушавали да га достигну, придружило им се још возача и Томас је завршио на десетом мјесту, у групи возача који су на циљ стигли 20 секунди иза Вудса. На четвртој етапи, Сајмон Јејтс је напао на 13 km до циља, пратили су Вудс, Томас, Власов и Рафал Мајка, али их је на спусту достигла већа група. Томас је завршио на петом мјесту, у групи која је стигла на циљ десет секунди иза Лукаса Хамилтона. На петој етапи, Јејтс је напао на 4.5 km до циља; Мајка, Власов и Томас су покушавали да га достигну, али нису успјели и Томас је завршио на другом мјесту, 35 секунди иза Јејтса, захваљујући чему је дошао до трећег мјеста у генералном пласману, 39 секунди иза Јејтса. Хронометар на последњој, осмој етапи, завршио је на четвртом мјесту, 28 секунди иза сувозача — Филипа Гане и завршио је на другом мјесту у генералном пласману, 17 секунди иза Јејтса.
Након Тирено—Адријатика и након етапе 15 на Тур де Франсу на којој је Бернал изгубио седам минута, бивши Томасов сувозач и консултант Еуроспорта — Бредли Вигинс, изјавио је да је била грешка што Томас није ушао у састав тима за Тур де Франс, истакавши да би он, чак и у лошој форми, био кандидат за топ 10 у генералном пласману и да би могао да се држи са фаворитима на етапи 15. Томас није хтио да коментарише Вигинсову изјаву, већ је изјавио да није био 100 посто спреман за Тур и није хтио да учествује на Туру у некој другој улози. Сезону је наставио на Свјетском првенству, гдје је по први пут у каријери возио трку на хронометар. Завршио је на четвртом мјесту, 37 секунди иза Гане, који је освојио златну медаљу и седам секунди иза Стефана Кинга, који је освојио бронзану медаљу. У октобру је возио Ђиро д’Италију, гдје је био један од највећих фаворита, уз Сајмона Јејтса, Стивена Кројсвајка, Винченца Нибалија и Јакоба Фуглсанга. Ђиро је стартовао хронометром, који је завршио на четвртом мјесту, 23 секунде иза Гане, али 26 секунди испред Јејтса и преко минут испред Нибалија. На трећој етапи, воженој до Моунт Етне, пао је у неутралној зони, прије почетка етапе. На 35 km до циља, отпао је од групе и изгубио је 12 минута, а због повреде задобијене у паду, напустио је Ђиро и није стартовао четврту етапу. Након повлачења са Ђира, завршио је сезону, а тим Инеос Гренадирс је остварио најбољи резултат на некој гранд тур трци од оснивања, Тео Гејган Харт је освојио Ђиро, а тим је остварио седам етапних побједа, освојио је тимску класификацију и награду Чима Копи. Томас је изјавио да је срећан због Гејгана Харта, али да му је било тешко да га гледа како осваја Ђиро и да често није гледао трку уживо. У децембру је повриједио раме приликом пада на тренингу, али није имао прелома. 

### 2021
Прије почетка сезоне, изјавио је да су му циљ у сезони 2021. Тур де Франс и Олимпијске игре, али да ће можда возити Ђиро. Прије старта сезоне, тим Инеос Гренадирс је објавио да ће Бернал возити Ђиро д’Италију, а да ће Томас, Карапаз и Тео Гејган Харт, који је освојио Ђиро 2020. бити удружени лидери на Тур де Франсу. Сезону је почео у фебруару, на трци у Француској — Етоил де Бесеж, гдје је возио заједно са Берналом. На трећој етапи, Бернал је био у бијегу, али је завршио минут иза побједника — Тима Веленса, док је Томас завршио у главној групи, која је дошла на циљ три минута иза. Хронометар на последњој етапи завршио је на 23 мјесту, 58 секунди иза Филипа Гане и завршио је на 49 мјесту у генералном пласману, пет минута иза Веленса. Након трке, рекао је да је хронометар био шок за његово тијело и да је скоро стао и ишао пјешке на успону био, изјавивши: „било би брже да сам трчао“. Сезону је наставио на Тур ди Вар трци. На другој етапи, изгубио је скоро два минута, док је на последњој, трећој етапи изгубио четири минута и завршио је на 26 мјесту у генералном пласману, пет и по минута иза Ђанлуке Брамбиле.
У марту, заједно са Берналом, возио је Тирено—Адријатико, главни ривали били су им Погачар, Нибали, Кинтана, Сајмон Јејтс, Ланда и Ван Арт, који је хтио да се опроба као лидер тима на етапним тркама. Након прве двије етапе, на којима су по побједу остварили Ван Арт и Алафилип, Ван дер Пул је остварио побједу на трећој етапи, док су Бернал и Томас изгубили вријеме јер су били задржани у паду на 3.3 km до циља и завршили су 18 секунди иза. Циљ четврте етапе био је на успону Прати ди Тиво. Бернал је напао на 7.8 km до циља, пратили су Погачар и Фуглсанг, а затим су их достигли остали, након чега је Томас напао, али је брзо достигнут. Томас је поново напао на 6.8 km до циља и остао је испред групе, након чега је Погачар напао на 5.5 km до циља и брзо је достигао Томаса, кога су затим достигли и возачи из групе иза, који су радили заједно, покушавајући да достигну Погачара, а након што је Јејтс напао, Томас је отпао и, заједно са Берналом, завршио је 58 секунди иза Погачара, који је побиједио на етапи и преузео лидерску мајицу. На петој етапи, Ван дер Пул је нападао неколико пута, због чега се група преполовила у више мањих група; Бернал је напао на 56 km до циља, након чега је Ван дер Пул напао на 52 km до циља; стекао је три минута предности, након чега је Погачар напао из главне групе, на 17 km до циља, након чега је Томас отпао и завршио је на 66 мјесту, 13 минута иза. Хронометар на последњој, седмој етапи, завршио је на 11 мјесту, 28 секунди иза Ван Арта и завршио је на 24 мјесту у генералном пласману, 17 минута иза Погачара. Након трке, нашао се на 11 мјесту у анализи сајта cyclingnews, у ренкингу форме возача за Тур де Франс. Сезону је наставио на Вуелта а Каталуњи, гдје је хронометар на другој етапи, завршио на десетом мјесту, 47 секунди иза сувозача — Роана Дениса. На трећој етапи, Адам Јејтс, Кус и Валверде су напали на последњем успону; Јејтс је побиједио, док је Томас завршио на четвртом мјесту, 31 секунду иза и дошао је до четвртог мјеста у генералном пласману, 53 секунде иза Јејтса. На четвртој етапи, Естебан Чавез је напао на 7 km до циља, возачи Инеоса — Денис, Ричард Карапаз и Порт су радили на челу групе у покушају да га достигну. Чавез је побиједио на етапи, седам секунди испред групе, коју је одспринтао Мајкл Вудс, док је Томас завршио на трећем мјесту и дошао је до трећег мјеста у генералном пласману, иза сувозача — Јејтса и Порта. На последњој, седмој етапи, тим Мовистар је радио на челу, у покушају да Валверде дође до подијума. Сви возачи Инеоса су отпали из групе, осим три лидера, након чега је Валверде напао на три круга до краја, али су га пратили. Томас је завршио на трећем мјесту, 49 секунди иза Адама Јејтса и шест секунди иза Порта, чиме је Инеос завршио са три возача на подијуму на некој трци по први пут у историји тима.
У априлу, возио је Тур де Романди. Пролог на првој етапи завршио је на другом мјесту, девет секунди иза Дениса, са истим временом као Порт. На трећој етапи, Марк Солер је напао на последњем успону, остварио је побједу, 22 секунде испред главне групе и преузео је лидерску мајицу. Денис је пао у финишу, због чега је је испао из топ 10, док је Томас остао на другом мјесту, 14 секунди иза Солера. На четвртој етапи, Лукас Хамилтон, Бен О Конор и Мајкл Вудс су напали на 5 km до циља; Томас је првобитно возио заједно са Солером и Портом, али је затим напао на 3 km до циља, престигао Хамилтона и О Конора и достигао Вудса, са којим је возио до циља. На 200 метара до циља, Вудс је напао, али је Томас пратио. У спринту, на 50 метара до циља, устао је са сједишта, покушао је да промијени брзину, али му је десна рука склизнула са ручке и пао је. Вудс је побиједио, док је Томас завршио на трећем мјесту, 21 секунду иза, а престигао га је О Конор. Вудс је преузео лидерску мајицу, док је Томас остао на другом мјесту, 11 секунди иза. Хронометар на последњој, петој етапи, завршио је на трећем мјесту, 17 секунди иза Ремија Кавање, али 54 секунде испред Вудса и освојио је трку, 28 секунди испред Порта.

## Приватни живот
Томас и његова жена, Сара Елен Томас, упознали су се преко заједничких пријатеља. Живе у Монаку, а вјенчали су се у Кардифу у октобру 2015. године 
У октобру 2015, објавио је аутобиографију The World of Cycling According to G. У марту 2016. одобрен му је захтјев да кућу у Монмутширу претвори у салу за вјенчања, иако су се мјештани противили, тврдећи да повећан саобраћај у уским улицама и бука касно ноћу могу да изазову проблеме.
На дан 4. октобра 2019. објављено је да је добио сина.

## У популарној култури
Велшки навијачи Томаса, почели су да му пјевају верзију пјесме Titw Tomos Las, коју је снимила група Hogia'r Wyddfa, популарни велшки квинтет из 60-их и 70-их година 20. вијека. Пјесма је о плавој сеници (Titw Tomos Las на велшком) и акцентује Томасово презиме, које се пише Томос на велшком.
Радио Би-Би-Си снимио је нову верзију пјесме, коју су отпјевали два члана групе Hogia'r Wyddfa, заједно са групом Сиди, бендом Band Pres Llareggub и локалном дјецом. Пјесма је емитована у јутарњем програму националне телевизије Велса, након чега је подијељена на друштвене мреже.
Велшки пјевач текстописац — Макс Бојс, написао је поему у част Томасовог освајања Тур де Франса, под називом „Момак који се попео на планину“, а Бојс је отпјевао на церемонији прославе у Кардифу, у августу 2018.
У децембру 2019, BBC је објавио документарни филм под називом „Герент Томас: пут ће одлучити“, који траје сат времена. Филм прати Томасово освајање Тур де Франса и осјећања његове жене.

## Резултати на тркама

### Резултати на гранд тур тркама
| Гранд тур трке  | 2007 | 2008 | 2009 | 2010 | 2011 | 2012 | 2013 | 2014 | 2015 | 2016 | 2017 | 2018 | 2019 | 2020 | 2021 |
| --------------- | ---- | ---- | ---- | ---- | ---- | ---- | ---- | ---- | ---- | ---- | ---- | ---- | ---- | ---- | ---- |
| Ђиро д’Италија  | —    | 118  | —    | —    | —    | 80   | —    | —    | —    | —    | DNF  | —    | —    | DNF  |      |
| Тур де Франс    | 140  | —    | —    | 67   | 31   | —    | 140  | 22   | 15   | 15   | DNF  | 1    | 1    | —    |      |
| Вуелта а Еспања | —    | —    | —    | —    | —    | —    | —    | —    | 69   | —    | —    | —    | —    | —    |      |

### Резултати на главним етапним тркама
| Етапне трке          | 2007 | 2008 | 2009 | 2010 | 2011 | 2012 | 2013 | 2014 | 2015 | 2016 | 2017 | 2018 | 2019 | 2020 | 2021 |
| -------------------- | ---- | ---- | ---- | ---- | ---- | ---- | ---- | ---- | ---- | ---- | ---- | ---- | ---- | ---- | ---- |
| Париз—Ница           | —    | —    | —    | 86   | 83   | DNF  | —    | DNF  | 5    | 1    | —    | —    | —    | —    | —    |
| Тирено—Адријатико    | —    | —    | 121  | —    | —    | —    | —    | —    | —    | —    | 5    | 3    | DNF  | 2    | 24   |
| Вуелта а Каталуња    | —    | —    | —    | —    | —    | —    | —    | —    | —    | DNF  | 34   | —    | —    | —    | 3    |
| Вуелта ал Паис Баско | —    | —    | —    | —    | —    | —    | —    | —    | —    | —    | —    | —    | 40   | —    | —    |
| Тур де Романди       | —    | —    | —    | —    | 88   | DNF  | —    | —    | 87   | 51   | —    | 33   | 3    | —    | 1    |
| Критеријум ди Дофине | —    | —    | —    | 21   | DNF  | —    | 15   | 46   | —    | —    | —    | 1    | —    | 37   |      |
| Тур де Свис          | —    | —    | —    | —    | —    | —    | —    | —    | 2    | 17   | —    | —    | DNF  | —    |      |

### Резултати на класицима
| Монументални класици           | 2007 | 2008 | 2009 | 2010 | 2011 | 2012 | 2013 | 2014 | 2015 | 2016 | 2017 | 2018 | 2019 | 2020 | 2021 |
| ------------------------------ | ---- | ---- | ---- | ---- | ---- | ---- | ---- | ---- | ---- | ---- | ---- | ---- | ---- | ---- | ---- |
| Милано—Санремо                 | —    | —    | —    | —    | 60   | —    | DNF  | DNF  | 31   | 169  | —    | —    | —    | —    | —    |
| Ронде ван Фландерен            | —    | —    | —    | 33   | 10   | —    | 41   | 8    | 14   | 12   | —    | —    | —    | —    | —    |
| Париз—Рубе                     | —    | —    | —    | 64   | OTL  | —    | 79   | 7    | DNF  | —    | —    | DNF  | —    | —    |      |
| Лијеж—Бастоњ—Лијеж             | —    | —    | —    | —    | —    | —    | —    | —    | —    | —    | —    | 56   | —    | —    | —    |
| Ђиро ди Ломбардија             | —    | —    | —    | —    | —    | —    | —    | —    | —    | —    | —    | —    | —    | —    |      |
| Остали класици                 | 2007 | 2008 | 2009 | 2010 | 2011 | 2012 | 2013 | 2014 | 2015 | 2016 | 2017 | 2018 | 2019 | 2020 | 2021 |
| Омлоп хет Ниувсблад            | —    | —    | —    | —    | —    | —    | 4    | —    | —    | —    | —    | —    | —    | —    | —    |
| Курне—Брисел—Курне             | —    | —    | —    | DNF  | —    | —    | —    | —    | —    | —    | —    | —    | —    | —    | —    |
| Страде Бјанке                  | —    | —    | —    | —    | —    | —    | —    | —    | —    | —    | —    | —    | 12   | —    | —    |
| Е3 Бинкбанк                    | —    | —    | —    | 50   | —    | —    | 4    | 3    | 1    | —    | —    | —    | —    | —    | —    |
| Гент—Вевелгем                  | —    | —    | —    | DNF  | 124  | —    | —    | 112  | 3    | —    | —    | —    | —    | —    | —    |
| Дварс дор Фландерен            | —    | —    | —    | 32   | 2    | —    | 19   | —    | —    | —    | —    | —    | —    | —    | —    |
| Шелдепрајс                     | —    | 24   | —    | —    | —    | —    | 129  | 142  | 152  | —    | —    | —    | —    | —    | —    |
| Амстел голд рејс               | —    | —    | —    | —    | —    | —    | —    | DNF  | —    | —    | —    | —    | —    | —    | —    |
| Флеш Валон                     | —    | —    | —    | —    | —    | —    | —    | —    | —    | —    | —    | —    | —    | —    | —    |
| Класик Сан Себастијан          | —    | —    | —    | —    | —    | —    | —    | —    | —    | —    | —    | —    | —    | —    |      |
| Бретање класик                 | —    | —    | —    | —    | 75   | —    | DNF  | —    | —    | —    | —    | —    | —    | —    |      |
| Гран при сајклисте де Квебек   | —    | —    | —    | —    | —    | DNF  | 98   | 116  | —    | 73   | —    | —    | 97   | —    |      |
| Гран при сајклисте де Монтреал | —    | —    | —    | —    | —    | DNF  | DNF  | 90   | —    | 66   | —    | —    | DNF  | —    |      |
| Милано—Торино                  | —    | —    | —    | —    | —    | —    | —    | —    | —    | —    | —    | —    | —    | —    |      |

### Резултати на Свјетском првенству
| Свјетско првенство у друмској вожњи | 2007 | 2008 | 2009 | 2010 | 2011 | 2012 | 2013 | 2014 | 2015 | 2016 | 2017 | 2018 | 2019 | 2020 | 2021 |
| ----------------------------------- | ---- | ---- | ---- | ---- | ---- | ---- | ---- | ---- | ---- | ---- | ---- | ---- | ---- | ---- | ---- |
| Друмска трка                        | —    | DNF  | DNF  | —    | 81   | —    | DNF  | DNF  | —    | DNF  | —    | —    | DNF  | —    |      |
| Вожња на хронометар                 | —    | —    | —    | —    | —    | —    | —    | —    | —    | —    | —    | —    | —    | 4    |      |
| Екипни хронометар                   | —    | —    | —    | —    | —    | 9    | 3    | 4    | —    | 4    | 3    | —    | —    | —    |      |
| Свјетско првенство на писти         | 2007 | 2008 | 2009 | 2010 | 2011 | 2012 | —    | —    | —    | —    | —    | —    | —    | —    | —    |
| Дохватна вожња индивидуално         | —    | —    | —    | —    | —    | 5    |      |      |      |      |      |      |      |      |      |
| Дохватна вожња екипно               | 1    | 1    | —    | —    | —    | 1    |      |      |      |      |      |      |      |      |      |
| Медисон                             | —    | —    | —    | —    | —    | 2    |      |      |      |      |      |      |      |      |      |

### Резултати на Олимпијским играма
| Друмска трка          | —    | —    | 11 |   |   |
| Трка на хронометар    | —    | —    | 9  |   |   |
| Трке на писти         | 2008 | 2012 | —  | — | — |
| Дохватна вожња екипно | 1    | 1    | —  |   |   |

### Резултати на националном првенству
| Првенство Уједињеног Краљевства | 2007 | 2008 | 2009 | 2010 | 2011 | 2012 | 2013 | 2014 | 2015 | 2016 | 2017 | 2018 | 2019 | 2020 | 2021 |
| ------------------------------- | ---- | ---- | ---- | ---- | ---- | ---- | ---- | ---- | ---- | ---- | ---- | ---- | ---- | ---- | ---- |
| Друмска трка                    | —    | —    | —    | 1    | 2    | —    | —    | 8    | —    | —    | —    | DNS  | —    | —    |      |
| Вожња на хронометар             | —    | —    | —    | —    | —    | —    | —    | 2    | —    | —    | —    | 1    | —    | —    |      |

| —   | Није учествовао |
| DNF | Није завршио    |
| DSQ | Дисквалификован |

| —   | Није учествовао |
| DNF | Није завршио    |

### Свјетски рекорди
| Дисциплина            | Рекорд   | Датум            | Такмичење          | Велодром               | Реф     |
| --------------------- | -------- | ---------------- | ------------------ | ---------------------- | ------- |
| Дохватна вожња екипно | 3:56.322 | 27. март 2008.   | Свјетско првенство | Велодром у Манчестеру  | [ 422 ] |
| Дохватна вожња екипно | 3:55.202 | 17. август 2008. | Олимпијске игре    | Лаошан (Пекинг)        | [ 59 ]  |
| Дохватна вожња екипно | 3:53.314 | 18. август 2008. | Олимпијске игре    | Лаошан (Пекинг)        | [ 59 ]  |
| Дохватна вожња екипно | 3:53.295 | 4. април 2012.   | Свјетско првенство | Хисенс арена (Мелбурн) | [ 112 ] |
| Дохватна вожња екипно | 3:52.499 | 2. август 2012.  | Олимпијске игре    | Ли Валеј (Лондон)      | [ 122 ] |
| Дохватна вожња екипно | 3:51.659 | 3. август 2012.  | Олимпијске игре    | Ли Валеј (Лондон)      | [ 123 ] |